# Risky Business (film fra 1920)
Risky Business er en amerikansk stumfilm fra 1920 af Rollin S. Sturgeon og Harry B. Harris.

## Medvirkende
- Gladys Walton som Phillipa
- Lillian Lawrence som Mrs. Fanshaw Renwick
- Maude Wayne som Errica
- Nanine Wright
- Grant McKay som Roger
- Fred Malatesta som Ralli
- John Gough
- Louis Willoughby som Chantry
- Fred Andrews som Dr. Houghton